# 空如來藏
空如來藏，佛教術語，（如來藏 梵文：Tathāgatagarbha）是如來藏空與不空自性之一。

如來藏雖然含藏了各個有情無量世以來熏染的一切煩惱種子，但如來藏從無始劫以來本具清淨性，不與煩惱種子相應，也不受煩惱熏染，也就無有關聯於一切障礙解脫之煩惱種子。如來藏離見聞覺知，於六塵中無分別性，沒有意識心所具有的了別、分析、推理、研判、記憶等功能，就如同脫離了一切煩惱種子。如來藏雖然收藏、供應有情眾生七識一切煩惱的種子，但一切煩惱卻都與祂無關，因此相異於一切煩惱障，此即是空如來藏，亦即是如來藏兩種空性的智慧之一，祂若離、若脫、若異一切煩惱藏。如來藏既是空，也是不空，因為具足空與不空，所以才能成為無餘涅槃的本際，才能成為究竟成佛的所依，也才能成為一切不淨的三界有情萬法的所依，因此說祂才是真正的空。
故空如來藏指的就是如來藏的煩惱空，一切煩惱之藏中的種子只與七識心相應。當修行到變易生死苦滅了，一切上煩惱都滅盡了，再也沒有大乘修道所斷的一切煩惱，即是一切苦都滅盡，此只有到達佛地時才能證得。
空如來藏亦是第八識的自住境界，其境界中空無一法可得：沒有六根、六塵、六識，沒有色受想行識，沒有貪嗔癡慢疑，沒有二十隨煩惱，「無無明，亦無無明盡」，究竟沒有一法可得，本來就是不生不死的涅槃境界。

## 概說
- 依於如來藏所生的萬法都是緣起性空，都會滅掉、都可以滅掉；緣起所生法全滅掉以後成為無餘涅槃，所以叫作空如來藏。
- 如來藏空無形色，所以是名「空如來藏」。
- 世間一切法都從蘊處界來，而蘊處界是從眾生各自的如來藏出生的。二乘解脫，就是把一切法滅掉，把蘊處界滅掉，剩下如來藏獨自存在。而如來藏離見聞覺知，不再生起任何一法，這時就稱為涅槃的本際，又叫作空如來藏。
- 當六塵諸法都存在而使有情知有一切法時，如來藏卻從來不了知六塵，所以稱為空如來藏。
- 指如來藏的清淨性，祂離六塵見聞覺知，不與一切煩惱藏相應，所以是空如來藏；祂是本來清淨自守，不是修行清淨以後才清淨自守，不緣外塵，所以就從祂與煩惱不相應的特性來說，把祂叫作空如來藏。
- 空如來藏是說如來藏煩惱空。
- 當一切法都不再出生於如來藏心體的表面，只是蘊處界不再出生了，而如來藏心體還在，因此就把這個不再出生一切法的如來藏說為空(空如來藏)。
- 如來藏因為空掉了一切煩惱，空掉了一切天的五陰、四陰，離開了一切天五陰，離開一切人的五陰，所以叫作空。
- 空如來藏是第八識阿賴耶識的境界，也是開悟菩薩的因地覺心，以因地覺心來進修，求將來佛地果位的「空如來藏」境界，才能與將來果位的「空如來藏」常住名目相符。
- 如來藏既是空，也是不空，因為具足空與不空，所以才能成為無餘涅槃的本際，才能成為究竟成佛的所依，也才能成為一切不淨的三界有情萬法的所依，因此說祂才是真正的空。